# Объединённый сомалийский конгресс
Объединённый сомалийский конгресс (ОСК) — одна из главных повстанческих организаций в Сомали, созданная в 1987 году. Сыграла ведущую роль в свержении правительства Мохамеда Сиада Барре в 1991 году и стала целью кампании Объединённой оперативной группы в 1993 году. После борьбы ОСК позже распался на более мелкие группы. К 2000 году, с созданием Переходного национального правительства (ПНП), был начат процесс разоружения, и некоторые умеренные лидеры бывшего ОСК были включены в новую временную администрацию.

## История
Объединённый сомалийский конгресс, основанный на клане хавийе, был создан в Риме в январе 1987 года. Его военное крыло было сформировано в конце 1987 года в Эфиопии и возглавлялось генералом Мохамедом Фарахом Айдидом вплоть до его кончины в 1996 году. Преемником Мохамеда стал его сын Хусейн Фарах Айдид; к тому времени фракция Айдида в ОСК была известна также как Сомалийский национальный альянс (СНА).
СНА был сформирован в ответ на жестокие действия правительства Мохамеда Сиада Барре против клана хавийе. В период с 1987 по 1991 год президент Барре начал массовые репрессии и применение силы против хавийцев на их родине в южной и центральной частях Сомали. Наиболее заметные инциденты произошли в ноябре 1989 года в центральной части Сомали рядом с Галькайо, в результате чего многие гражданские лица погибли от рук Сомалийской национальной армии. Эти массовые смерти привели к тому, что будущий председатель ОСК Мохамед Фарах Айдид оставил свой пост посла Сомали в Индии и присоединился к тренировочным лагерям ОСК в Мустахииле, Эфиопия.
Военные успехи ОСК сыграли бы важную роль в свержении правительства Барре 26 января 1991 года, однако ОСК не смог добиться политического урегулирования со своими соперниками, Сомалийским национальным движением (СНД), Сомалийским патриотическим движением (СПД) и Демократическим фронтом сомалийского спасения (ДФСС).
После того, как Али Махди Мохамед был объявлен временным президентом, ОСК раздробилось на две части. В конечном итоге после руководства Мохамеда Фараха Айдида и его сына Хусейна Фараха Айдида организация перешла под контроль заместителя председателя  ОСК Мусы Суди Ялахоу .
Обе фракции ОСК заключили мир друг с другом в августе 1998 года, хотя это вызвало жестокий раскол между Мусой Суди Ялахоу и Али Махди Мохамедом, и боевые действия продолжались в Могадишо. В конце концов, и Хусейн Айдид, и Ялахоу примирились и присоединились к Совету по примирению и восстановлению Сомали в 2002 году в противовес Переходному национальному правительству (ПНП). Это вызвало раскол между сторонниками Ялахау и Омаром Мохамудом Мохамедом, которые продолжали поддерживать ПНП. В результате боевых действий между ними в Могадишо погибло много людей.
В 2001 году Хусейн Айдид основал Совет по примирению и восстановлению Сомали (СПВС), новую вооружённую оппозиционную группу. Она была первоначально сформирована, чтобы противостоять зарождающемуся Переходному национальному правительству и Альянсу долины Джуба в период 2001—2004 годов. Тем не менее, в конце концов, в 2004 году СПВС уладила свои разногласия с правительством, и некоторые умеренные лидеры вошли в состав новой временной администрации.

## Известные члены
- Мохамед Фарах Айдид
- Али Махди Мухамед
- Мохамед Афрах Каньяре[англ.]
- Муса Суди Ялахоу[англ.]
- Омар Мохамуд Финиш

## См.  также
- Гражданская война в Сомали